# Aulonocara saulosi
 Aulonocara saulosi és una espècie de peix de la família dels cíclids i de l'ordre dels perciformes.

## Morfologia
Els mascles poden assolir els 9,2 cm de longitud total.

## Distribució geogràfica
És un endemisme del llac Malawi (Àfrica oriental).